# Spark Matsunaga
Spark Matsunaga (Kauai megye, 1916. október 8. – Toronto, 1990. április 15.) az Amerikai Egyesült Államok szenátora (Hawaii, 1977–1990).